# Архетип
Архетип је Јунгов хипотетички конструкт који означава свеопшти, наслеђени оквир целокупног искуства. То су урођени обрасци мишљења, осећања и делања настали као резултат вековима таложеног искуства бројних генерација предака. У ширем смислу, првобитни модел, прототип, праузор или пратип. Архетип је основна структурална и динамичка јединица колективног несвесног. Може се проучавати преко својих манифестација на колективном плану (у митским сликама и симболима, религијским догмама, песничким сликама, ритуалима итд.) и на индивидуалном (у сновима, визијама, симптомима и парапсихолошким доживљајима). Најпознатије архетипске представе су: Персона, Сенка, Анима, Анимус, Мана – личност и Сопство. Функција архетипа је да појединцу олакша сналажење у животно важним, кризним ситуацијама.